# Jorrel Hato
Jorrel Hato (Rotterdam, 7 maart 2006) is een Nederlands voetballer die doorgaans als verdediger speelt. In 2025 verruilde hij AFC Ajax voor Chelsea. Hato debuteerde in november 2023 in het Nederlands elftal.

## Carrière

### Jeugd
Hato begon te voetballen bij amateurclub IJVV De Zwervers uit Rotterdam waar hij op 9-jarige leeftijd werd gescout door Sparta Rotterdam. In de zomer van 2018 maakte Hato de overstap vanuit de jeugd van Sparta Rotterdam naar de jeugd van Ajax. In het begin van 2022 tekende Hato zijn eerste profcontract van twee jaar dat op 1 juli 2022 in ging.

### Ajax

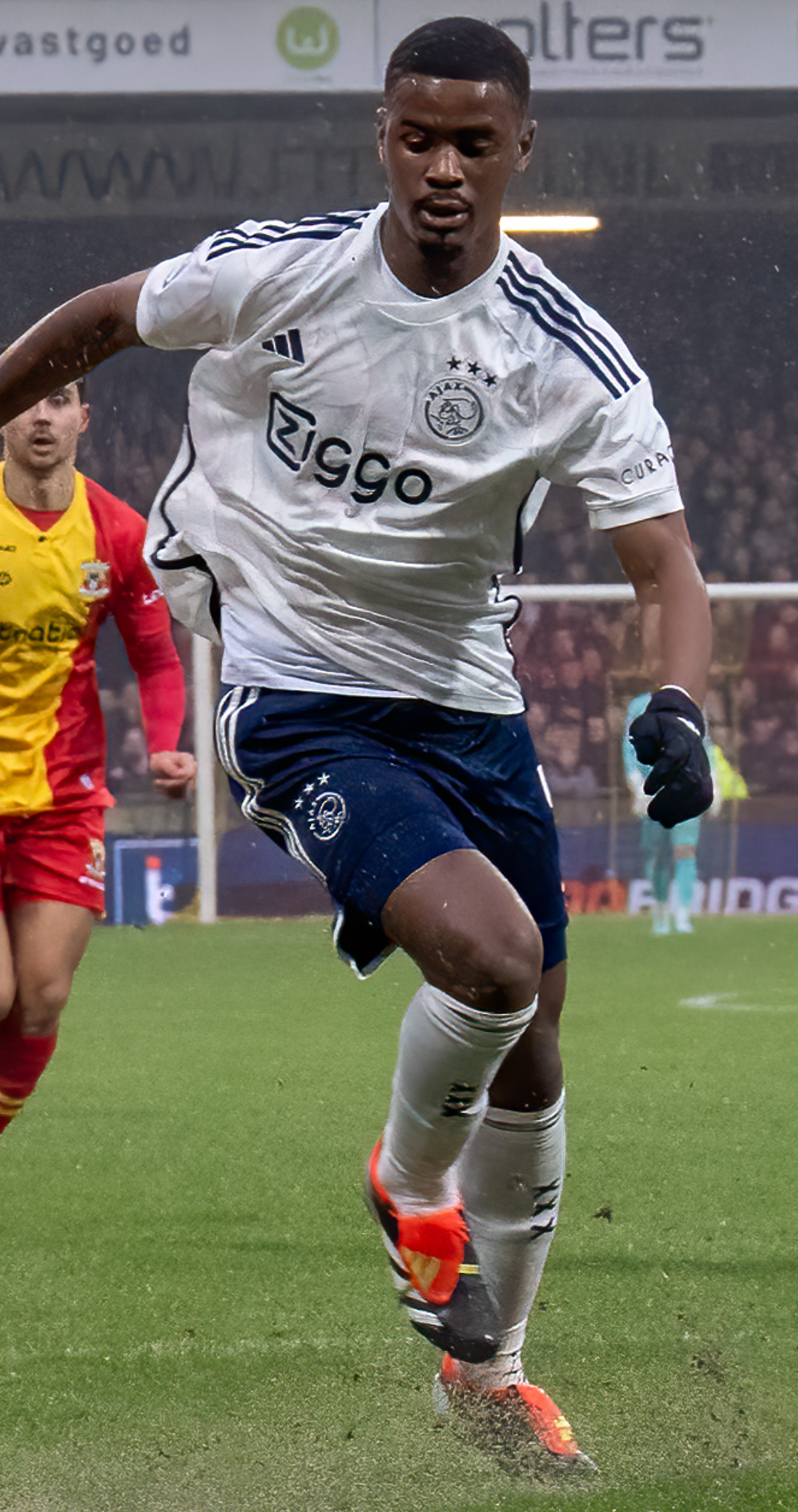
Hato spelend voor Ajax in 2024

Op 4 november 2022 speelde Hato zijn eerste minuten voor Jong Ajax in de Eerste divisie. In de uitwedstrijd tegen FC Dordrecht kwam hij bij aanvang van de tweede helft in het veld voor Tristan Gooijer.
Hato maakte op 11 januari 2023 in de met 0-2 gewonnen uitwedstrijd tegen FC Den Bosch in de strijd om de KNVB Beker zijn debuut in het eerste elftal van Ajax. In de 85e minuut kwam hij in het veld voor Owen Wijndal. Hato was op dat moment met 16 jaar en 10 maanden de op drie na jongste debutant voor Ajax ooit. Op 5 februari maakte Hato zijn Eredivisie debuut. In de met 0-5 gewonnen uitwedstrijd tegen SC Cambuur viel hij in de 73e minuut in voor Owen Wijndal. Hato was op het moment van invallen met 16 jaar en 335 dagen op Clarence Seedorf en Ryan Gravenberch na, de jongste debutant voor Ajax in een Eredivisiewedstrijd. In april en mei stond hij meermaals als linksback in de basis, waar hij de voorkeur kreeg boven onder andere Owen Wijndal. Aan het einde van het seizoen speelde hij enkele malen als centrale verdediger. Op 5 mei 2023 werd hij onderdeel van de A-selectie.
Sinds het begin van seizoen 2023/24 was Hato een vaste basisspeler geworden, meestal als centrale verdediger. Op 24 augustus kwam hij voor het eerst in Europees verband in actie, tijdens een kwalificatiewedstrijd voor de Europa League, uit tegen Ludogorets. Op 14 december in de wedstrijd tegen AEK Athene voor de Europa League, kreeg hij tijdelijk de aanvoerdersband, hij werd hiermee de jongste aanvoerder van een Nederlandse ploeg in een Europees duel. Alleen Frans Bouwmeester maakte vóór zijn achttiende verjaardag meer minuten in de Eredivisie dan Hato. Met Ajax maakte hij, in het seizoen 2023/24, een van de slechtste seizoenen in de clubgeschiedenis mee, onder meer met een snelle uitschakeling in de KNVB Beker door de amateurs van USV Hercules.
In het begin van seizoen 2024/25 werd de positie van linker centrale verdediger die Hato in het seizoen daarvoor meestal bezette, ingevuld door Youri Baas. Hato speelde niet meer als centrale verdediger, maar op de positie van linksachter. Op 6 maart 2025 speelde hij zijn honderdste duel voor Ajax op de leeftijd van achttien jaar en 364 dagen. Geen speler van deze club deed dat deze eeuw op jongere leeftijd.
Op 12 maart 2024 verlengde Hato zijn contract tot en met 30 juni 2028.

### Chelsea FC
Op 3 augustus 2025 tekende Hato voor Chelsea. Hier tekende hij een contract tot de zomer van 2032. Met een transfersom van ruim 44 miljoen euro werd hij de vijfde duurste uitgaande transfer voor Ajax.

## Clubstatistieken

### Beloften
| Seizoen | Club      | Competitie     | Competitie | Competitie | Beker | Beker | Overig | Overig | Totaal | Totaal |
| Seizoen | Club      | Competitie     | Wed.       | Dlp.       | Wed.  | Dlp.  | Wed.   | Dlp.   | Wed.   | Dlp.   |
| ------- | --------- | -------------- | ---------- | ---------- | ----- | ----- | ------ | ------ | ------ | ------ |
| 2022/23 | Jong Ajax | Eerste divisie | 13         | 1          | -     | -     | 0      | 0      | 13     | 1      |
| Totaal  | Totaal    | Totaal         | 13         | 1          | 0     | 0     | 0      | 0      | 13     | 1      |

Bijgewerkt t/m 22 oktober 2023.

### Senioren
| Seizoen | Club   | Competitie | Competitie | Competitie | Beker | Beker | Internationaal | Internationaal | Overig | Overig | Totaal | Totaal |
| Seizoen | Club   | Competitie | Wed.       | Dlp.       | Wed.  | Dlp.  | Wed.           | Dlp.           | Wed.   | Dlp.   | Wed.   | Dlp.   |
| ------- | ------ | ---------- | ---------- | ---------- | ----- | ----- | -------------- | -------------- | ------ | ------ | ------ | ------ |
| 2022/23 | Ajax   | Eredivisie | 11         | 0          | 4     | 0     | 0              | 0              | 0      | 0      | 15     | 0      |
| 2023/24 | Ajax   | Eredivisie | 33         | 1          | 1     | 0     | 12             | 0              | 0      | 0      | 46     | 1      |
| 2024/25 | Ajax   | Eredivisie | 31         | 2          | 2     | 0     | 17             | 1              | 0      | 0      | 50     | 3      |
| Totaal  | Totaal | Totaal     | 75         | 3          | 7     | 0     | 29             | 1              | 0      | 0      | 111    | 4      |

Bijgewerkt t/m 31 juli 2025.

## Interlandcarrière
In november 2021 debuteerde Hato in het Nederlands voetbalelftal onder 16 in een oefenwedstrijd tegen het Belgisch voetbalelftal onder 16. In 2022 debuteerde hij in het Nederlands voetbalelftal onder 17. In september 2023 debuteerde hij in Jong Oranje.
In november 2023 werd Hato door bondscoach Ronald Koeman opgeroepen. Deze oproep betekende dat Hato voor het eerst tot de selectie van het Nederlands elftal behoorde. Op 21 november volgde zijn debuut in de gewonnen kwalificatiewedstrijd tegen Gibraltar, hij viel in de 46e minuut in voor Virgil van Dijk. Hato werd met zijn debuut de op een na jongste debutant sinds 1931 en de op vier na jongste debutant in het bestaan van het nationale elftal.
Op 14 oktober 2024 maakte hij zijn basisdebuut in de Nations League tegen Duitsland. Op 20 maart 2025 kreeg hij een rode kaart in de eerste kwartfinale van de EUFA Nations League tegen Spanje.
| Interlands van Jorrel Hato voor Nederland | Interlands van Jorrel Hato voor Nederland | Interlands van Jorrel Hato voor Nederland | Interlands van Jorrel Hato voor Nederland | Interlands van Jorrel Hato voor Nederland | Interlands van Jorrel Hato voor Nederland |
| No.                                       | Datum                                     | Wedstrijd                                 | Uitslag                                   | Competitie                                | Doelpunten                                |
| ----------------------------------------- | ----------------------------------------- | ----------------------------------------- | ----------------------------------------- | ----------------------------------------- | ----------------------------------------- |
|                                           |                                           |                                           |                                           |                                           |                                           |
| Als speler bij AFC Ajax                   |                                           |                                           |                                           |                                           |                                           |
| 1.                                        | 21 november 2023                          | Gibraltar – Nederland                     | 0 – 6                                     | Kwalificatie EK 2024                      |                                           |
| 2.                                        | 11 oktober 2024                           | Hongarije – Nederland                     | 1 – 1                                     | Nations League 2024/25                    |                                           |
| 3.                                        | 14 oktober 2024                           | Duitsland – Nederland                     | 1 – 0                                     | Nations League 2024/25                    |                                           |
| 4.                                        | 16 november 2024                          | Nederland – Hongarije                     | 4 – 0                                     | Nations League 2024/25                    |                                           |
| 5.                                        | 19 november 2024                          | Bosnië en Herzegovina – Nederland         | 1 – 1                                     | Nations League 2024/25                    |                                           |
| 6.                                        | 20 maart 2025                             | Nederland – Spanje                        | 2 – 2                                     | Nations League 2024/25                    |                                           |

## Erelijst
- 2022/23: Abdelhak Nouri Trofee[23]